# Juan Miguel Pozo
Juan Miguel Pozo Cruz (n. Banes, Cuba, 4 de octubre de 1967) es un pintor cubano que actualmente reside en Alemania.

## Biografía
Juan Miguel Pozo Cruz nació el 4 de octubre de 1967 en la localidad de Banes en la extinta provincia de Oriente, en Cuba. A temprana edad se mudó con su familia a la Isla de Pinos y posteriormente a La Habana, donde empezó sus estudios en la Escuela de Artes de la Universidad de La Habana. En esos estudios Pozo comenzó a desarrollar su estilo artístico en la pintura, con la vista de las calles de La Habana. El material era escaso y por eso publicaba sus temas en tamaño postal, y ponía a la venta sus pinturas en ferias callejeras cerca de la Catedral de La Habana.
En 1994, Pozo fue descubierto por un periodista alemán. Gracias a este periodista, artistas conocidos como Konrad Klapheck se interesaron por Pozo. Gracias a esto Pozo acudió como estudiante invitado a la Academia de Bellas Artes de Düsseldorf, ciudad donde residió un tiempo. También ha residido en Wiesbaden, Barcelona, y reside en Berlín desde 2003.
Destacan además sus colaboraciones con el extinto grupo Böhse Onkelz, a quienes realizó la portada del álbum "Adios" y todos los videoclips de las canciones pertenecientes a este álbum. Gracias a esto ganó un disco de platino debido a que el álbum vendió más de 200 000 copias en Alemania. También ha obrado como comisariado artístico en numerosas exposiciones de pintura en Alemania.

## Obra

### Temas
Su obra se caracteriza por el uso de los elementos del entorno urbano y la propaganda política, que reinterpreta y recicla por medio de la apropiación lo que algunos críticos han calificado como neo pop. Trabaja principalmente el concepto de la memoria olvidada, recogiendo imágenes de recuerdos que una vez formaron parte de la vida de alguien, como por ejemplo: lugares, objetos de mercadillo, edificios abandonados.
También toca el tema de la realidad urbana. Un ejemplo de esto es que La Habana, Madrid y Berlín son los principales escenarios donde ha desarrollado la mayoría de sus obras, las expansiones metropolitanas y la cultura industrial, siguiendo tendencias neo pop e imitando la tradición del collage. A nivel estilístico trabaja procesos visuales de la propaganda política, estudia la gráfica totalitaria como propaganda manipuladora, actualizándolos a través de la iconografía contemporánea. Los niños son presencias recurrentes en su obra, ya que éstos son a menudo utilizados por estos regímenes.

### Estilo
Su estilo es una mezcla entre la Nueva Escuela de Leipzig, la estética de la ciudad de Berlín y su naturaleza cubana. Esta superposición de lenguajes y de capas de la memoria, tiene una relación directa con su estilo pictórico que mezcla fondo y figura colocándolos en el mismo plano de modo que los dos prevalecen con la misma importancia. Del mismo modo trabaja sus intervenciones murales pintándolas como si estuviesen empapeladas, o dibujando con el lápiz sobre ellas para luego colgar otros dibujos enmarcados o cortinas que los dejen entrever.

## Galería

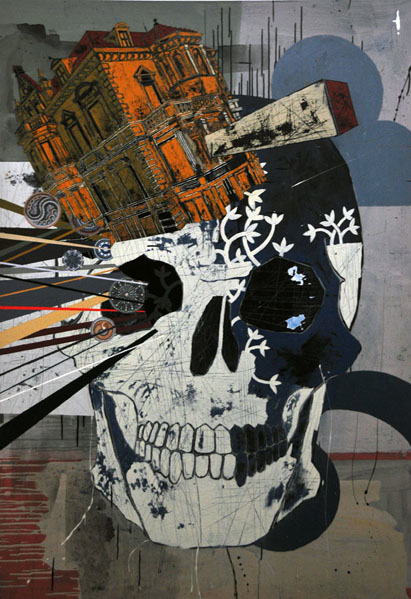
Cabeza
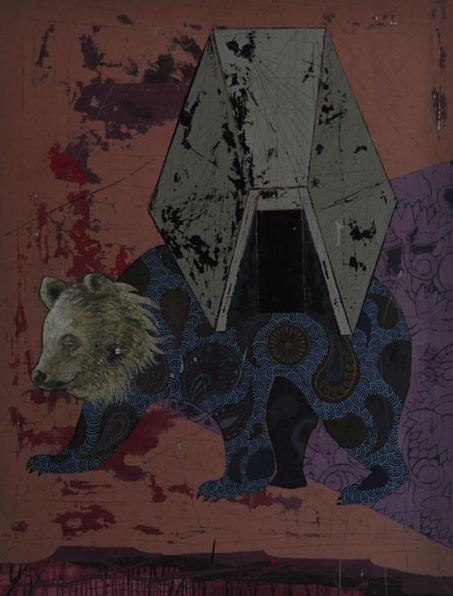
Búnker
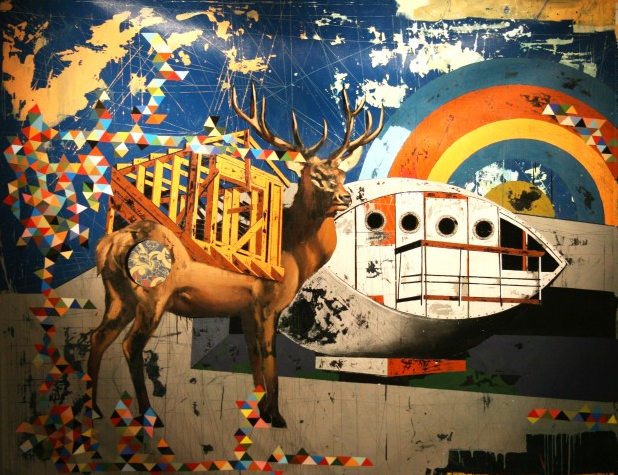
Estructuras del Futuro
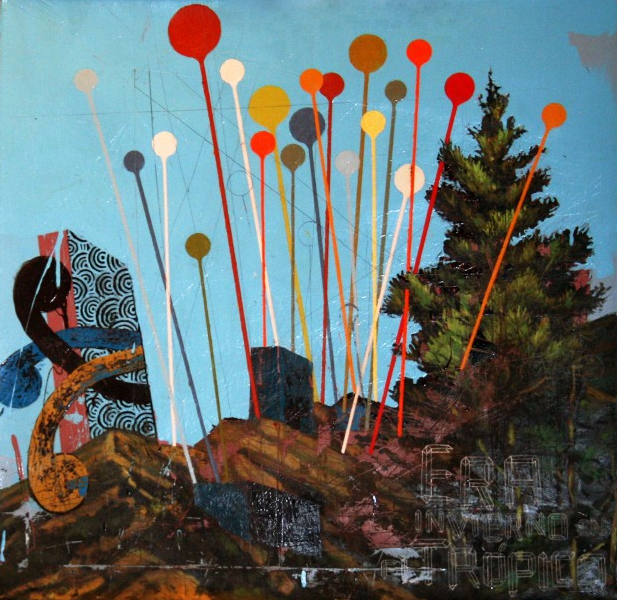
Era invierno en el trópico